# Federico Saturnino Bravo
Federico Saturnino Bravo (Ciudad de San Juan, 1920-ibídem, 26 de octubre de 2010) fue un médico y político argentino, miembro del Partido Bloquista. Se desempeñó brevemente como senador nacional y luego como diputado nacional. Más tarde fue embajador en la Unión Soviética.

## Biografía
Era hijo ilegítimo de Enoe Bravo y Federico Cantoni, siendo hermano menor de Leopoldo Bravo. Al igual que él, utilizó el apellido de su madre. Tras el fallecimiento de Cantoni, Federico y su hermana Rosa iniciaron un juicio por filiación para reclamar la herencia (no así Leopoldo).
Era médico de profesión.
Cuando Cantoni fue enviado a la Unión Soviética como embajador designado por Juan Domingo Perón, estuvo acompañado por Leopoldo Bravo como encargado de negocios, y por Federico como secretario privado.
En 1966 fue elegido senador nacional. Solo pudo ocupar el cargo por dos meses, debido a que su mandato (que finalizaba en 1975) fue interrumpido por el golpe de Estado que derrocó a Arturo Illia.
En 1973 fue diputado nacional, siendo su período (que finalizaba en 1975) interrumpido por el golpe de Estado del 24 de marzo de 1976.
En abril de 1985, el presidente Raúl Alfonsín lo designó embajador en la Unión Soviética (destino que ya había sido ocupado por Cantoni y su hermano Leopoldo). Presentó sus cartas credenciales el 28 de junio de 1985 ante el vicepresidente del Presídium del Sóviet Supremo Vasili Kuznetsov. Ocupó la misión diplomática hasta 1989. Años más tarde, su sobrino Leopoldo Alfredo Bravo también ocuparía la embajada argentina en Moscú.
Falleció en octubre de 2010 a los 90 años.